# Grand Prix Formule 1 van Singapore 2016
De Grand Prix Formule 1 van Singapore 2016 werd gehouden op 18 september 2016 op het Marina Bay Street Circuit. Het was de vijftiende race van het kampioenschap.

## Vrije trainingen

### Uitslagen
- Er wordt enkel de top-5 weergegeven.

| Vrije training 1 | Pos | No | Coureur          | Constructeur       | Tijd     |
| ---------------- | --- | -- | ---------------- | ------------------ | -------- |
| Vrije training 1 | 1   | 33 | Max Verstappen   | Red Bull-TAG Heuer | 1:45.823 |
| Vrije training 1 | 2   | 3  | Daniel Ricciardo | Red Bull-TAG Heuer | 1:45.872 |
| Vrije training 1 | 3   | 5  | Sebastian Vettel | Ferrari            | 1:46.287 |
| Vrije training 1 | 4   | 44 | Lewis Hamilton   | Mercedes           | 1:46.426 |
| Vrije training 1 | 5   | 6  | Nico Rosberg     | Mercedes           | 1:46.513 |
| Vrije training 2 | Pos | No | Coureur          | Constructeur       | Tijd     |
| Vrije training 2 | 1   | 6  | Nico Rosberg     | Mercedes           | 1:44.152 |
| Vrije training 2 | 2   | 7  | Kimi Räikkönen   | Ferrari            | 1:44.427 |
| Vrije training 2 | 3   | 33 | Max Verstappen   | Red Bull-TAG Heuer | 1:44.532 |
| Vrije training 2 | 4   | 3  | Daniel Ricciardo | Red Bull-TAG Heuer | 1:44.557 |
| Vrije training 2 | 5   | 5  | Sebastian Vettel | Ferrari            | 1:45.161 |
| Vrije training 3 | Pos | No | Coureur          | Constructeur       | Tijd     |
| Vrije training 3 | 1   | 6  | Nico Rosberg     | Mercedes           | 1:44.352 |
| Vrije training 3 | 2   | 33 | Max Verstappen   | Red Bull-TAG Heuer | 1:44.411 |
| Vrije training 3 | 3   | 7  | Kimi Räikkönen   | Ferrari            | 1:44.860 |
| Vrije training 3 | 4   | 3  | Daniel Ricciardo | Red Bull-TAG Heuer | 1:44.903 |
| Vrije training 3 | 5   | 5  | Sebastian Vettel | Ferrari            | 1:45.104 |

## Kwalificatie
Nico Rosberg behaalde voor Mercedes zijn zevende pole position van het seizoen. Daniel Ricciardo werd voor Red Bull tweede, terwijl hun respectievelijke teamgenoten Lewis Hamilton en Max Verstappen op de derde en de vierde plaats eindigden. Als de enige Ferrari in het laatste deel van de kwalificatie werd Kimi Räikkönen vijfde. Het Toro Rosso-duo Carlos Sainz jr. en Daniil Kvjat kende een sterke kwalificatie op de zesde en zevende plaats. De top 10 werd afgesloten door de Force India-coureurs Nico Hülkenberg en Sergio Pérez op de plaatsen acht en tien, met de McLaren van Fernando Alonso tussen hen in.
Ferrari-coureur Sebastian Vettel kende problemen met zijn anti-rollbar tijdens het eerste deel van de kwalificatie en kwam daardoor niet verder dan de 22e en laatste plaats. In het tweede deel van de kwalificatie crashte Haas-coureur Romain Grosjean en raakte McLaren-coureur Jenson Button een muur, hierbij raakte een wiel beschadigd. De resulterende lekke band verhinderde hem om zijn tijd te verbeteren. Voor deze incidenten werden gele vlaggen gezwaaid, die genegeerd werden door Sergio Pérez, die hiervoor acht startplaatsen straf krijgt - vijf voor het te snel rijden tijdens een gelevlagsituatie en drie voor het inhalen van de Haas van Esteban Gutiérrez tijdens deze periode. Grosjean moest na het incident zijn versnellingsbak wisselen, wat hem vijf startplaatsen kost. Vettel verving zijn versnellingsbak en enkele onderdelen van zijn motor, wat hem twintig startplaatsen straf opleverde.

### Kwalificatie-uitslag
| Pos                 | No | Coureur           | Constructeur         | Q1       | Q2       | Q3       | Grid |
| ------------------- | -- | ----------------- | -------------------- | -------- | -------- | -------- | ---- |
| 1                   | 6  | Nico Rosberg      | Mercedes             | 1:45.316 | 1:43.020 | 1:42.584 | 1    |
| 2                   | 3  | Daniel Ricciardo  | Red Bull-TAG Heuer   | 1:44.255 | 1:43.933 | 1:43.115 | 2    |
| 3                   | 44 | Lewis Hamilton    | Mercedes             | 1:45.167 | 1:43.471 | 1:43.288 | 3    |
| 4                   | 33 | Max Verstappen    | Red Bull-TAG Heuer   | 1:45.036 | 1:44.112 | 1:43.328 | 4    |
| 5                   | 7  | Kimi Räikkönen    | Ferrari              | 1:44.964 | 1:44.159 | 1:43.540 | 5    |
| 6                   | 55 | Carlos Sainz jr.  | Toro Rosso-Ferrari   | 1:45.499 | 1:44.493 | 1:44.197 | 6    |
| 7                   | 26 | Daniil Kvjat      | Toro Rosso-Ferrari   | 1:45.291 | 1:44.475 | 1:44.469 | 7    |
| 8                   | 27 | Nico Hülkenberg   | Force India-Mercedes | 1:46.081 | 1:44.737 | 1:44.479 | 8    |
| 9                   | 14 | Fernando Alonso   | McLaren-Honda        | 1:45.373 | 1:44.653 | 1:44.553 | 9    |
| 10                  | 11 | Sergio Pérez      | Force India-Mercedes | 1:45.204 | 1:44.703 | 1:44.582 | 17   |
| 11                  | 77 | Valtteri Bottas   | Williams-Mercedes    | 1:46.086 | 1:44.740 |          | 10   |
| 12                  | 19 | Felipe Massa      | Williams-Mercedes    | 1:46.056 | 1:44.991 |          | 11   |
| 13                  | 22 | Jenson Button     | McLaren-Honda        | 1:45.262 | 1:45.144 |          | 12   |
| 14                  | 21 | Esteban Gutiérrez | Haas-Ferrari         | 1:45.465 | 1:45.593 |          | 13   |
| 15                  | 8  | Romain Grosjean   | Haas-Ferrari         | 1:45.609 | 1:45.723 |          | 20   |
| 16                  | 9  | Marcus Ericsson   | Sauber-Ferrari       | 1:46.427 | 1:47.827 |          | 14   |
| 17                  | 20 | Kevin Magnussen   | Renault              | 1:46.825 |          |          | 15   |
| 18                  | 12 | Felipe Nasr       | Sauber-Ferrari       | 1:46.860 |          |          | 16   |
| 19                  | 30 | Jolyon Palmer     | Renault              | 1:46.960 |          |          | 18   |
| 20                  | 94 | Pascal Wehrlein   | MRT-Mercedes         | 1:47.667 |          |          | 19   |
| 21                  | 31 | Esteban Ocon      | MRT-Mercedes         | 1:48.296 |          |          | 21   |
| 22                  | 5  | Sebastian Vettel  | Ferrari              | 1:49.116 |          |          | 22   |
| 107% tijd: 1:51.552 |    |                   |                      |          |          |          |      |

## Wedstrijd

### Verslag
De race werd gewonnen door Nico Rosberg, die zijn achtste overwinning van het seizoen behaalde. Daniel Ricciardo wist, mede door een late pitstop, zeer dicht bij Rosberg te komen, maar kwam uiteindelijk vier tienden van een seconde tekort en werd tweede. Lewis Hamilton maakte het podium compleet door Kimi Räikkönen nipt voor te blijven. Sebastian Vettel eindigde de race als vijfde. Max Verstappen had een slechte start, maar wist zich terug te vechten naar een zesde plaats door in de slotface van de race een aantal andere coureurs in te halen. Fernando Alonso behaalde een knappe zevende plaats. Sergio Pérez werd achtste, na een gevecht met de als negende geëindigde Daniil Kvjat in de laatste ronden. Het laatste punt ging naar Renault-coureur Kevin Magnussen, waarmee zijn team voor het eerst sinds de Grand Prix van Rusland in de top 10 eindigde.

### Race-uitslag
| Pos. | No. | Coureur           | Constructeur         | Rondes | Tijd/Oorzaak uitval | Grid | Punten |
| ---- | --- | ----------------- | -------------------- | ------ | ------------------- | ---- | ------ |
| 1    | 6   | Nico Rosberg      | Mercedes             | 61     | 1:55:48.950         | 1    | 25     |
| 2    | 3   | Daniel Ricciardo  | Red Bull-TAG Heuer   | 61     | +0.488              | 2    | 18     |
| 3    | 44  | Lewis Hamilton    | Mercedes             | 61     | +8.038              | 3    | 15     |
| 4    | 7   | Kimi Räikkönen    | Ferrari              | 61     | +10.219             | 5    | 12     |
| 5    | 5   | Sebastian Vettel  | Ferrari              | 61     | +27.694             | 22   | 10     |
| 6    | 33  | Max Verstappen    | Red Bull-TAG Heuer   | 61     | +1:11.197           | 4    | 8      |
| 7    | 14  | Fernando Alonso   | McLaren-Honda        | 61     | +1:29.198           | 9    | 6      |
| 8    | 11  | Sergio Pérez      | Force India-Mercedes | 61     | +1:49.146           | 10   | 4      |
| 9    | 26  | Daniil Kvjat      | Toro Rosso-Ferrari   | 61     | +1:49.867           | 7    | 2      |
| 10   | 20  | Kevin Magnussen   | Renault              | 61     | +1:51.843           | 15   | 1      |
| 11   | 21  | Esteban Gutiérrez | Haas-Ferrari         | 60     | +1 ronde            | 13   |        |
| 12   | 19  | Felipe Massa      | Williams-Mercedes    | 60     | +1 ronde            | 11   |        |
| 13   | 12  | Felipe Nasr       | Sauber-Ferrari       | 60     | +1 ronde            | 16   |        |
| 14   | 55  | Carlos Sainz jr.  | Toro Rosso-Ferrari   | 60     | +1 ronde            | 6    |        |
| 15   | 30  | Jolyon Palmer     | Renault              | 60     | +1 ronde            | 18   |        |
| 16   | 94  | Pascal Wehrlein   | MRT-Mercedes         | 60     | +1 ronde            | 19   |        |
| 17   | 9   | Marcus Ericsson   | Sauber-Ferrari       | 60     | +1 ronde            | 14   |        |
| 18   | 31  | Esteban Ocon      | MRT-Mercedes         | 59     | +2 ronden           | 21   |        |
| DNF  | 22  | Jenson Button     | McLaren-Honda        | 43     | Remmen              | 12   |        |
| DNF  | 77  | Valtteri Bottas   | Williams-Mercedes    | 35     | Mechanisch          | 10   |        |
| DNF  | 27  | Nico Hülkenberg   | Force India-Mercedes | 0      | Ongeluk             | 8    |        |
| DNS  | 8   | Romain Grosjean   | Haas-Ferrari         | 0      | Remmen              | 20   |        |

## Tussenstanden Grand Prix
Betreft tussenstanden na afloop van de race.

### Coureurs
| Positie | No. | Rijder           | Team                 | Punten |
| ------- | --- | ---------------- | -------------------- | ------ |
| 01      | 6   | Nico Rosberg     | Mercedes             | 273    |
| 02      | 44  | Lewis Hamilton   | Mercedes             | 265    |
| 03      | 3   | Daniel Ricciardo | Red Bull-TAG Heuer   | 179    |
| 04      | 5   | Sebastian Vettel | Ferrari              | 153    |
| 05      | 7   | Kimi Räikkönen   | Ferrari              | 148    |
| 06      | 33  | Max Verstappen   | Red Bull-TAG Heuer   | 129    |
| 07      | 77  | Valtteri Bottas  | Williams-Mercedes    | 70     |
| 08      | 11  | Sergio Pérez     | Force India-Mercedes | 66     |
| 09      | 27  | Nico Hülkenberg  | Force India-Mercedes | 46     |
| 10      | 19  | Felipe Massa     | Williams-Mercedes    | 41     |

### Constructeurs
| Positie | Team                 | Punten |
| ------- | -------------------- | ------ |
| 01      | Mercedes             | 538    |
| 02      | Red Bull-TAG Heuer   | 316    |
| 03      | Ferrari              | 301    |
| 04      | Force India-Mercedes | 112    |
| 05      | Williams-Mercedes    | 111    |
| 06      | McLaren-Honda        | 54     |
| 07      | Toro Rosso-Ferrari   | 47     |
| 08      | Haas-Ferrari         | 28     |
| 09      | Renault              | 7      |
| 10      | MRT-Mercedes         | 1      |